# Adrià Collado
Adrià Collado (* 3. August 1972 in Barcelona, Spanien) ist ein spanischer Schauspieler.

## Leben und Karriere
Bevor er sich für die Schauspielerei entschied, studierte er zunächst Geschichte und arbeitete als Model.
An der Nancy’s Tuñon’s School ließ er sich schließlich zum Schauspieler ausbilden und erhielt kleine Rollen in spanischen Fernsehserien. 1998 übernahm er eine wiederkehrende Rolle in der Serie Hermanas und gehörte von 2003 bis 2006 zum Hauptcast der mehrfach preisgekrönten Familienserie Aquí no hay quien viva.
Daneben drehte er auch eine Reihe von spanischen Kinofilmen, wie etwa Heart of the Warrior (El Corazón del guerrero), Bunuel and King Solomon’s Table (Buñuel y la mesa del rey Salomón) und Deadly Cargo (Cámara oscura).

## Filmografie (Auswahl)
- 1998: Hermanas (Fernsehserie, 16 Folgen)
- 2000: The Heart of the Warrior (El Corazón del guerrero)
- 2001: Bunuel and King Solomon’s Table (Buñuel y la mesa del rey Salomón)
- 2002: Bloody Mallory – Die Dämonenjägerin (Bloody Mallory)
- 2003: Deadly Cargo (Cámara oscura)
- 2003–2006: Aquí no hay quien viva (Fernsehserie, 59 Folgen)
- 2008: Proyecto Dos
- 2008: Die Frau des Anarchisten
- 2014: Entschuldige, ich liebe Dich! (Perdona si te llamo amor)